# 諏訪市立諏訪中学校
諏訪市立諏訪中学校（すわしりつすわちゅうがっこう）は、長野県諏訪市清水にある公立中学校である。

## 所在地
- 〒392-0007 長野県諏訪市清水3丁目3619番地3

## 沿革
諏訪中学校は、昭和29年4月に諏訪市清水(現在の諏訪市税務署付近)で開校し、昭和41年に元町に移転し、平成5年に再び清水へもどり現在に至っている。
校章は、昭和29年開校時に制定された。諏訪市のマークと梶の葉を合わせたデザイン。梶の葉は、諏訪大社の社紋で「質実にして剛健な気風」を表現している。

## 制服
制服は創立40周年時に制定され、ブレザーの紺色は「青年のさわやかさ」を、スカートやズボンの緑チェックは「周辺の山々が諏訪湖に映える様子」を表現している。

## 建学の精神、目標
建学の精神は、「質実剛健…Simple Living　簡素な生活　真理探究…High Thinking　高邁な思索」である。
また、学校の教育目標は「明るく、元気で、たのもしい　人間性豊かな　生徒の育成」である。

## 著名な学校関係者
- 鎌倉圭 - 実業家、広告クリエイター、音楽プロデューサー、税理士、シンガーソングライター
- 佐田大陸 - ヴァイオリニスト